# 非洲菊
非洲菊，（学名：Gerbera jamesonii，英文：Barberton daisy），別名為太陽花、猩猩菊、日頭花等，是多年生草本植物，頂生花序，花色分別有紅色、白色、黃色、橙色、紫色等。繁殖用播種或分株法，原產地為南非，現在商業生產在台灣、廣東也有。

## 外部参考
- 非洲菊
- 非洲菊棚室栽培技术